# Baleáry
Baleáry, též Baleárské ostrovy (katalánsky Illes Balears, španělsky Islas Baleares) jsou souostroví na západě Středozemního moře. Politicky je to provincie a současně i jedno ze 17 autonomních společenství Španělska. Ostrovy se skládají ze dvou skupin: vlastních Baleár (zahrnujících ostrovy Mallorca, Menorca a několik dalších menších ostrovů a ostrůvků, jako je Cabrera) a Pityuských ostrovů (zahrnujících ostrovy Ibiza, Formentera a několik ostrůvků). Největším z těchto ostrovů je Mallorca. Souostroví je oblíbeným cílem mnoha turistů. Na ostrovech nejsou žádné významnější vodní toky, pouze několik krátkých říček. Při severním pobřeží ostrova Mallorca se nachází relativně vysoké pohoří Serra de Tramuntana, jehož nejvyšším vrcholem je Puig Major (1445 m). Jinak na ostrovech převažuje nížina.
Metropolí regionu, který tvořil součást středověkého Aragonského království, je Palma de Mallorca. Úředními jazyky jsou katalánština a španělština. Katalánský název Illes Balears je i součástí oficiálního španělského (kastilského) označení autonomního společenství.
Administrativně se region člení na čtyři ostrovní celky: Formentera, Ibiza, Mallorca, Menorca; z nichž každou spravuje vlastní ostrovní rada (Consell Insular).

## Historie

### Baleáry ve starověku

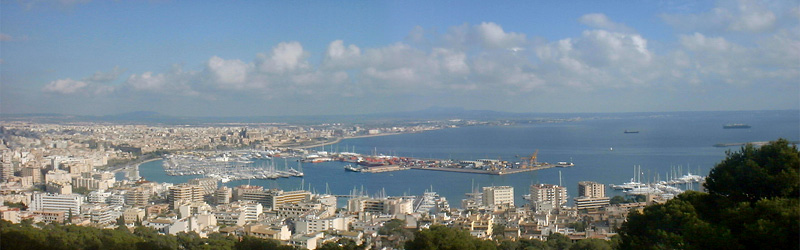
Panoráma města Palma de Mallorca

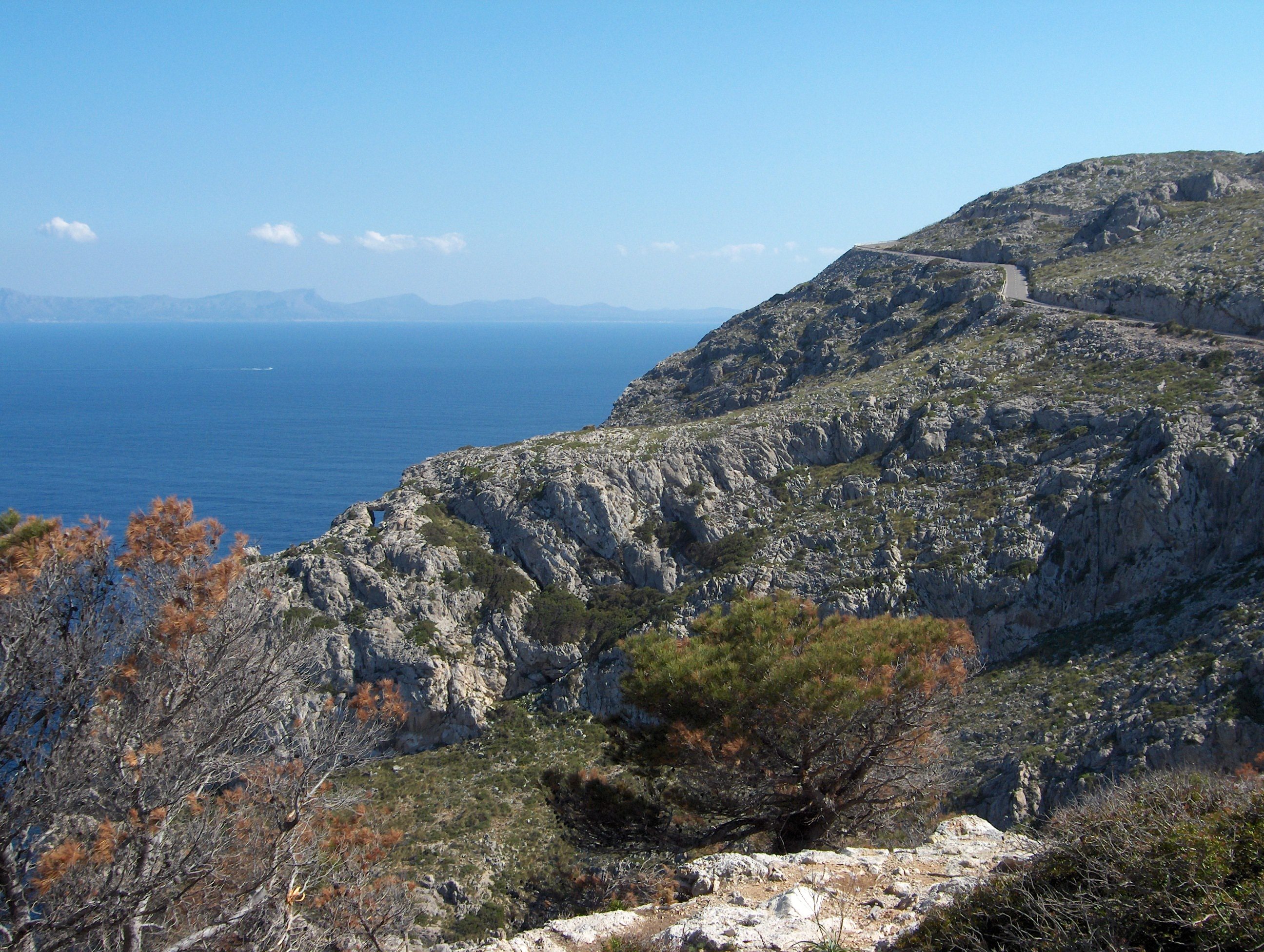
Pohled z Formentorského mysu na Mallorce

Baleáry byly známé již Féničanům a Řekům, kteří ostrovy nazývali Gymnésijské od slova gymnés (lehkooděnec). Později si je podrobilo Kartágo. Po zničení Kartága Římem byly ostrovy načas samostatné a staly se útočištěm pirátů. Roku 123 př. n. l. je pro Řím podrobil Quintus Caecilius Metellus Balearicus a poté se sem nastěhovala řada římských osadníků. V té době také došlo k založení měst Palma de Mallorca a Pollentia (dnešní Alcúdia) a na Baleárech se začaly pěstovat olivy. V Pollense se dodnes zachoval například římský vodovod.

## Symboly

### Vlajka
Vlajka Baleár je tvořena listem o poměru stran 2:3 se střídavě žlutými a červenými vodorovnými pruhy (5 žlutých a 4 červené). Ve fialovém kantonu (vysokým polovinu šířky vlajky, tj. 4 a půl pruhu) je bílý hrad s pěti věžičkami.

### Hymna
Baleáry zřejmě nemají vlastní hymnu, užívá se hymna Mallorcy, největšího baleárského ostrova. Hymnou je píseň La Balanguera. Hudbu složil Amadeo Vives, text vznikl jako adaptace básně Joana Alcovera.

## Předsedové vlád
- Jeroni Albertí Picornell (UCD) 1978–1982
- Francesc Tutzó Bennasar (UCD) 1982–1983
- Gabriel Cañellas Fons (AP/PP) červen 1983 – 2. srpna 1995
- Cristòfor Soler i Cladera (PP) 2. srpna 1995 – 18. června 1996
- Jaume Matas Palou (PPIB) 18. června 1996 – 27. července 1999
- Francesc Antich i Oliver (PSOE) 27. července 1999 – 27. června 2003
- Jaume Matas Palou (PPIB) 27. června 2003 – 2007
- Francesc Antich i Oliver (PSOE) 2007–2011
- José Ramón Bauzá (PP) 2011–2015
- Francine Armengol (PSOE) od 2015